# دان روبنسون (مغني)
دان روبنسون (بالإنجليزية: Dan Robinson)‏ هو مغني أسترالي، ولد في 15 مارس 1947.